# Montmotier
Montmotier település Franciaországban, Vosges megyében. Lakosainak száma 34 fő (2022. január 1.). Montmotier Ambiévillers és Fontenoy-le-Château községekkel határos.

## Népesség
A település népességének változása:
| Lakosok száma | 50   | 48   | 45   | 41   | 37   | 37   | 35   | 34   |
|               | 2013 | 2015 | 2017 | 2018 | 2019 | 2020 | 2021 | 2022 |